# Вишнева балка
Вишнева балка — ботанічний заказник місцевого значення. Об'єкт розташований на території Бердянського району Запорізької області, околиця села Троїцьке.
Площа — 25 га, статус отриманий у 1980 році.
Статус надано з метою охорони місць зростання лікарських рослин. Охороняється цілинна балка з переважно степовою рослинністю та групою петрофітно-степових видів. У балці зростають чебрець, подорожник, шипшина.
Балка впадає до річки Берестової, правої притоки Берди. По краях балки широка смуга листяних насаджень та кущів. Представлені виходи граніту у вигляді скель.

## Галерея

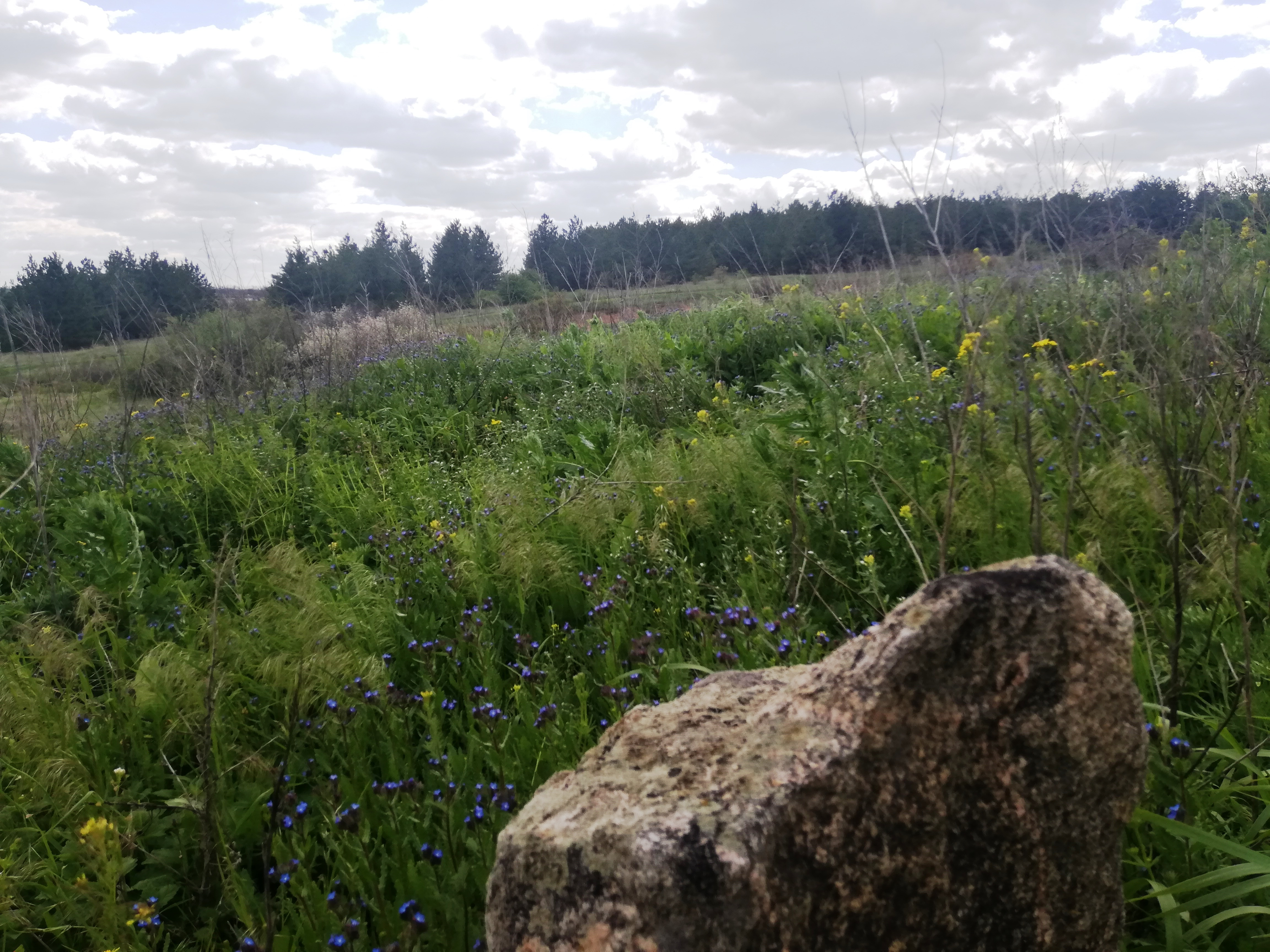
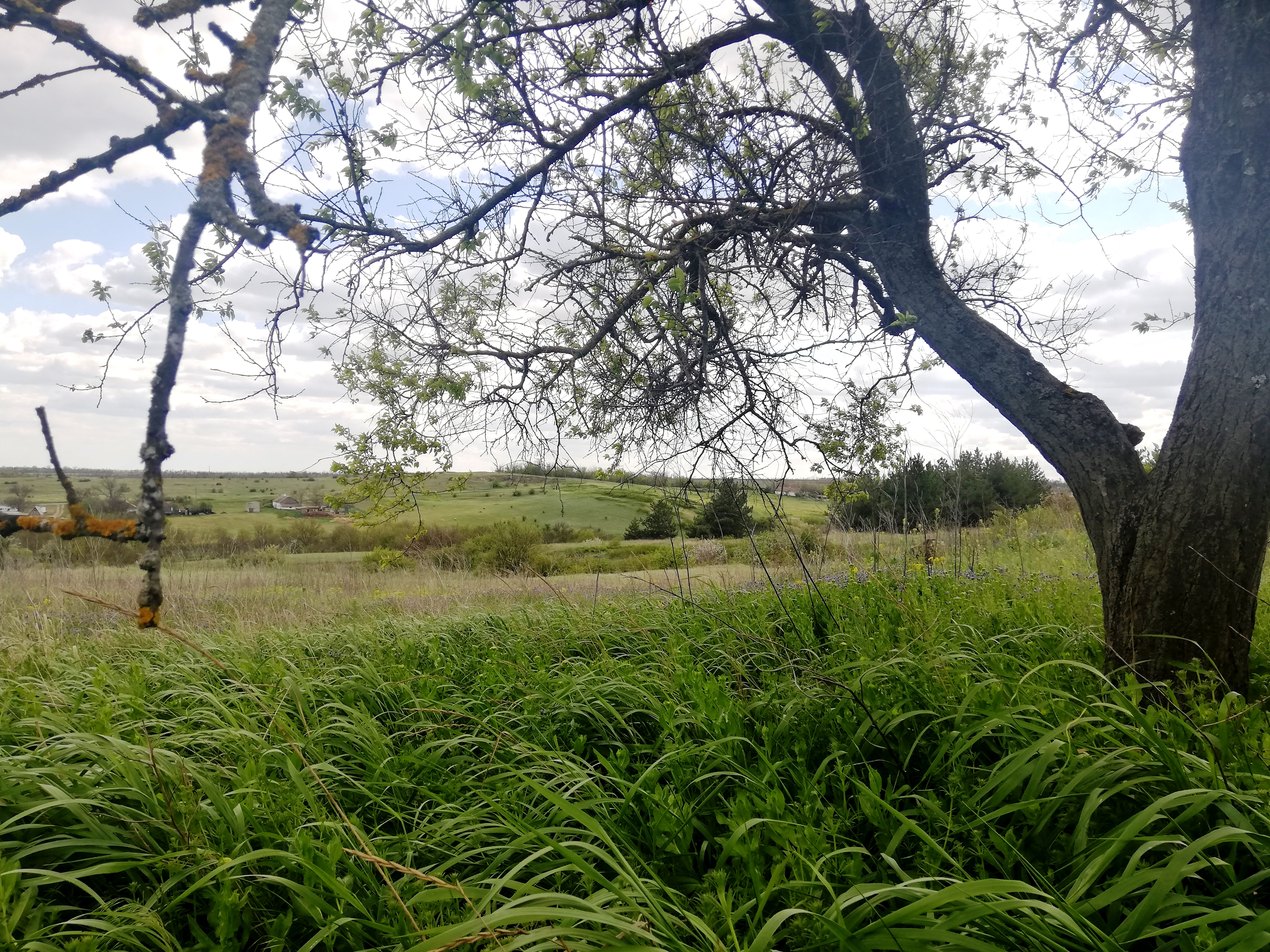
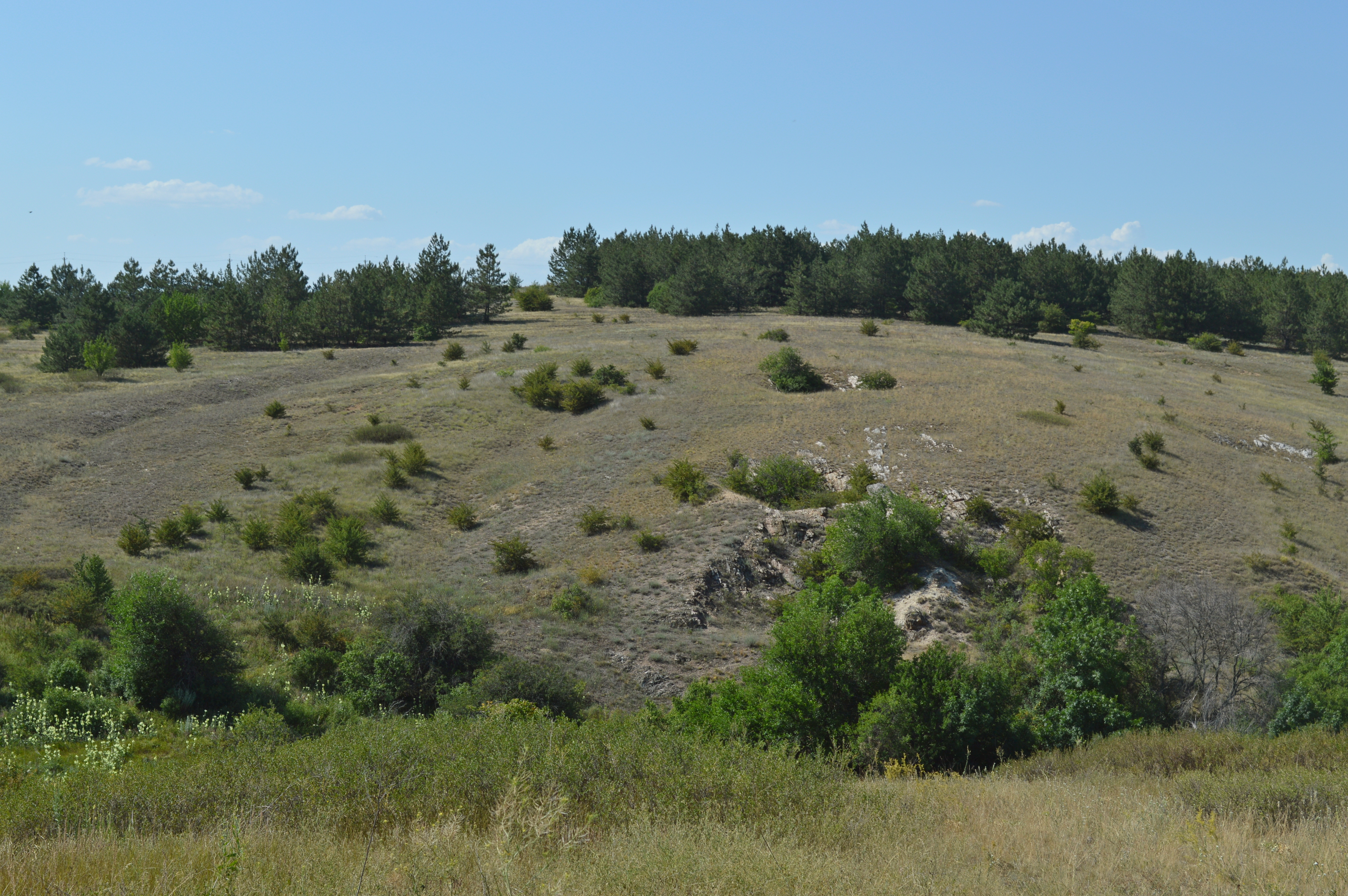
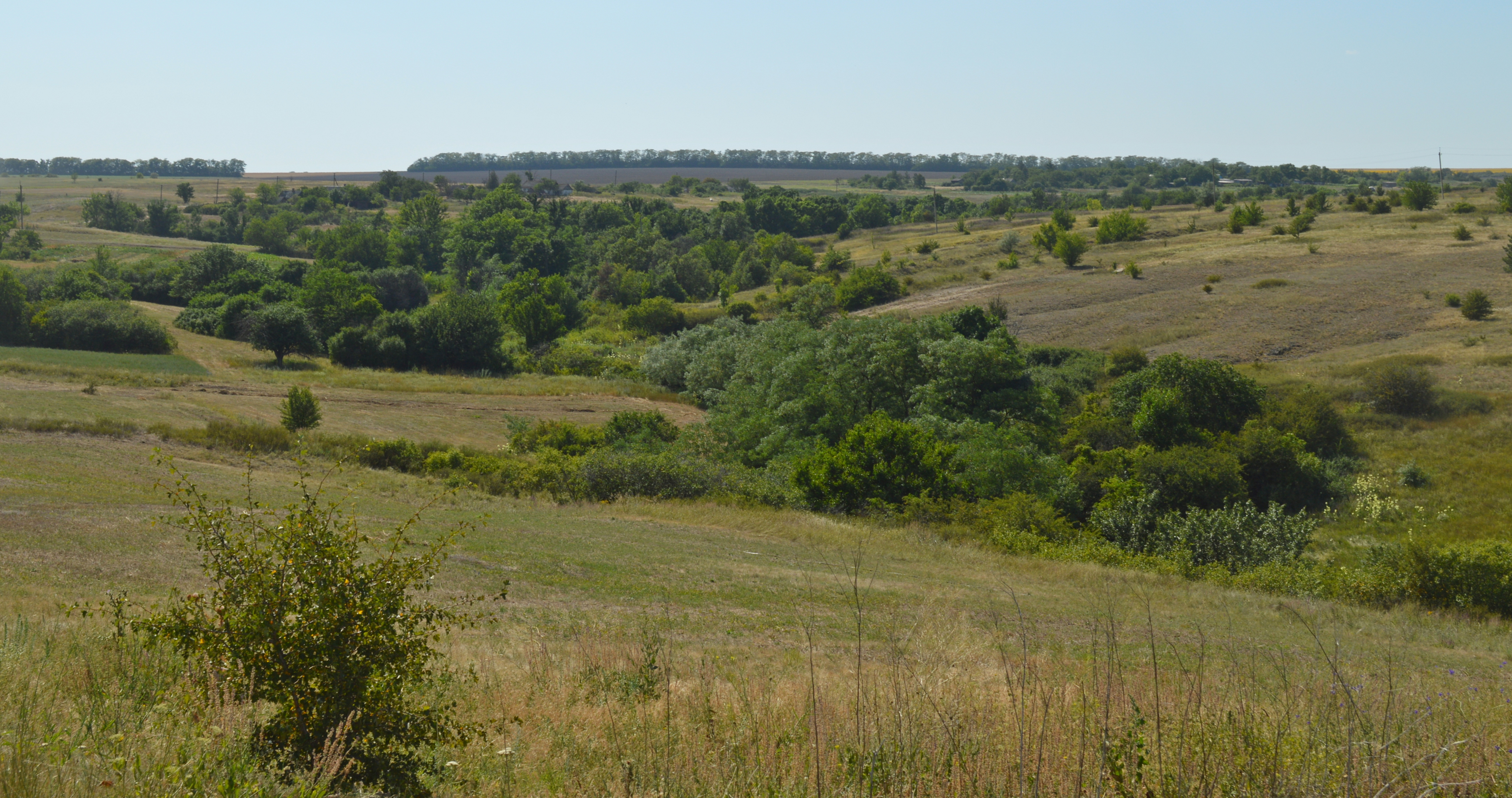